# Dariusz Janowski
Dariusz Janowski (ur. 1 stycznia 1959 w Warszawie) – polski trener piłkarski.

## Kariera
Trenował m.in. Wisłę Płock, Stomil Olsztyn i Świt Nowy Dwór Mazowiecki.